# 阪崎腸桿菌
阪崎腸桿菌（學名：Cronobacter sakazakii）屬於腸桿菌科克洛诺菌属，舊屬腸桿菌屬，2007年獲《國際系統及演化微生物學期刊》（International Journal of Systematic and Evolutionary Microbiology）的確認，現時已連同其他新發現的細菌獨立成為一個新的屬克洛诺菌属（Cronobacter），以日本細菌學家坂崎利一（坂崎 利一）的姓氏命名。牠是一種革蘭氏陰性菌、兼性厭氧生物及呈棒狀的細菌。

## 致病
克洛诺菌属之下的大多數物種都是成人的病原，會使宿主免疫受損的機會性感染細菌。雖然偶爾會令幼童感染，但其感染後的死亡率很高（達40–80%）。
在嬰兒可引起菌血症、腦膜炎和壞死性小腸結腸炎。有些新生兒受阪崎腸桿菌感染的原因發現與使用受污染的嬰幼兒配方奶粉相關，
有些菌種甚至還可以在乾燥的狀態下生存兩年以上。不過，阪崎腸桿菌可被高溫殺滅，所以世衛建議沖泡配方奶粉時應用攝氏70度的熱水來調開，然後再加入冷開水降溫。
然而並非所有個案都與受污染的嬰兒配方奶粉相關。2011年11月，高潔絲（Kotex）衛生棉條的多個批次產品由於受阪崎腸桿菌污染而要收回。